# Cleveland Chase Brassmen
Los Cleveland Chase Brassmen fueron un equipo de baloncesto que jugó una temporada en la National Basketball League (NBL), competición antecesora de la actual NBA, con sede en la ciudad de Cleveland (Ohio). Fue fundado en 1943.
Los Chase Brassmen comenzaron como un equipo industrial de la Amateur Athletic Union patrocinado por Chase Brass y Copper Company. 

## NBL
En la temporada 1943-44 se unió a la NBL, que ese año contaba con cuatro equipos. Vito Kubilus actuó como entrenador-jugador, y el equipo firmó un balance de 3 victorias y 15 derrotas, finalizando en la última posición de la liga. A pesar de su pobre actuación, los Chase Brassmen se clasificaron a playoffs debido al limitado número de equipos que había en la NBL, aunque fue eliminado a primeras de cambio por Fort Wayne Zollner Pistons en dos partidos. Cleveland incluyó en sus filas a un buen número de notables jugadores, como los hermanos Mel Riebe (máximo anotador de la liga con 17.9 puntos por partido e integrante del mejor quinteto del All-Star) y Bill Riebe, y el pívot procedente de los New York Renaissance We Willie Smith. 
El equipo jugó sus partidos de casa en dos institutos, el Euclid Shore y el Cathedral Latin. Gracias a su clasificación para los playoffs, Cleveland fue uno de los 14 equipos que disputó el World Professional Basketball Tournament en 1944, celebrado en Chicago. Su balance en el torneo fue de 21 victorias y 17 derrotas, y fue eliminado en los cuartos de final por los Renaissance por 62-38, a pesar de los 23 puntos de Reibe, que fue incluido en el mejor quinteto de la competición. No obstante, el equipo desapareció al término de la temporada.

### Trayectoria
Nota: G: Partidos ganados P:Partidos perdidos 
| Temporada | Liga | G | P  | %    | Posición | División    | Play-offs              |
| --------- | ---- | - | -- | ---- | -------- | ----------- | ---------------------- |
| 1943-44   | NBL  | 3 | 15 | .167 | 4º       | Grupo único | Pierden en Semifinales |